# 職能代表制
職能代表制（しょくのうだいひょうせい，英:Functional (occupational) representation）とは、職能団体などの各種の利益団体の代表が議会を構成する選挙制度の一種である。なお、職能代表制が取り入れられた議会を職能議会（しょくのうぎかい）と呼ぶ。
有権者は職能団体等の社会的団体の運営や自治に参加することで、団体の代表を選出するプロセスに加わり、選出された団体の代表が職能議会の構成員となる場合が一般的である。つまり、有権者は間接的に職能議会の代表を選ぶことになる（間接代表制）。

## 概要
定められた区域から有権者の代表を選出する地域代表制とは対になる制度である。G・D・H・コールやシドニー・ウェッブといった政治思想家がギルド社会主義の文脈で主張している。コーポラティズムやサンディカリスムの一形態である。
立法府に職能代表制の機能を部分的に採用した例としてはアイルランドの上院がある。また中華人民共和国の一国二制度下における香港の国会、マカオの国会も部分的に職能代表制を取り入れている。
なお、行政府の諮問機関という形に留まる形態はいくつか例があり、過去にワイマール共和制のドイツに設置されたライヒ経済会議が、現在にはフランス第五共和政の経済社会評議会があり、日本における審議会や懇談会もそのひとつである。
日本においては、参議院改革の文脈で参議院の職能議会化を唱える主張がある。実際、1947年から1980年まで参議院の選挙制度は全国区制であった。参議院の選挙制度を定める法案が参議院の前身の貴族院に提出された1946年12月に大村清一内務大臣が、「全国的に有名有為で優れた学識経験を持つ人材を簡抜することを主眼とし、職能的知識経験を有する者が選挙される可能性を生じさせることで、職能代表制を有する長所を採り入れることも目的としている」と説明している。現在の比例代表制（参議院比例区）の中の選挙でも多数の職能団体、労働組合、業界団体、宗教団体、環境保護団体、農業団体、当事者団体などの利益団体が推薦した者が各政党の候補者として出馬して、一部は当選している（組織票・組織内議員）。
出典。